# エメリッヒ・ダンツァー
エメリッヒ・ダンツァー（Emmerich Danzer、1944年3月15日 - ）は、オーストリア出身の男性フィギュアスケート選手。1964年インスブルックオリンピック、1968年グルノーブルオリンピック男子シングルオーストリア代表。1966年、1967年、1968年世界フィギュアスケート選手権優勝。

## 経歴

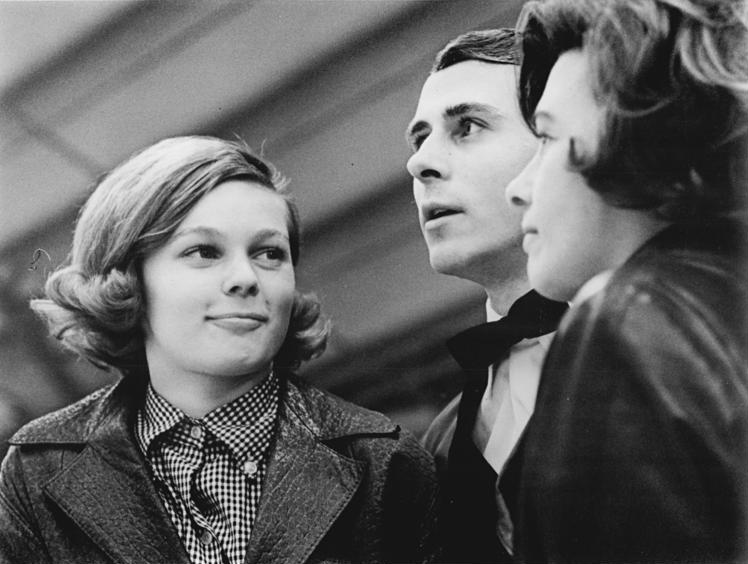
1966年 カール＝マルクス＝シュタットにて。 ガブリエル・ザイフェルト、ユッタ・ミュラー (後にK・ヴィットのコーチ)と

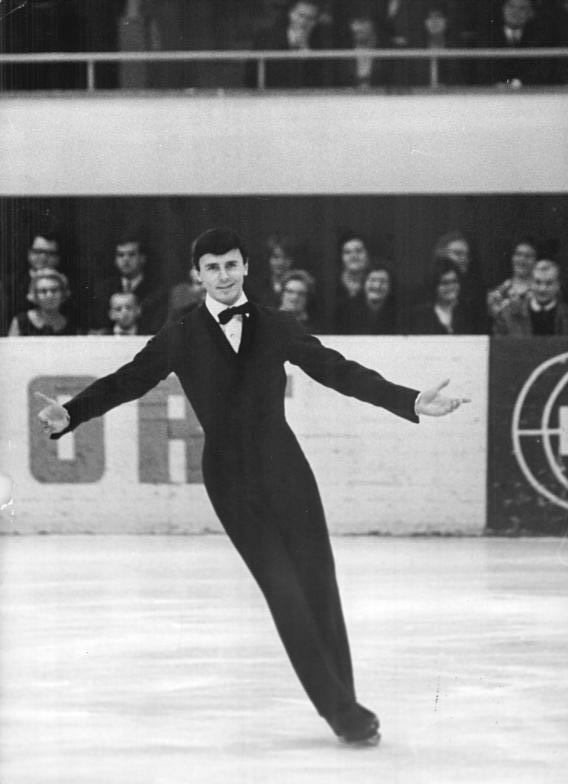
1967年

- 1963年ヨーロッパフィギュアスケート選手権 3位。
- 1964年インスブルックオリンピック 5位。
- 1965年、1966年、1967年、1968年のヨーロッパフィギュアスケート選手権 優勝。
- 1966年、1967年、1968年の世界フィギュアスケート選手権 優勝。
- 1968年グルノーブルオリンピックでは開会式においてオーストリア選手団の旗手を務めた。この大会の大本命とみなされていたが、規定での失敗が響き、フリーで巻き返したが4位に終わる。当時は規定に大きな比重が置かれていたからである。彼にメダルを与えなかったことに観客は大きな不満を表したが、彼は結果を納得して受け入れた。
- 選手時代に本国で高い人気を誇り、引退後はプロスケーター、歌手・タレント[2]として活躍。1975年にプロスケーターを引退した後は1989年までアメリカでコーチとして活動していた。その後オーストリアに戻り、スポーツ保険業及びスポンサーの仕事を行う傍ら、オーストリアのスケート連盟会長など歴任し、テレビ解説者としても活躍している。

## 主な戦績
| 大会/年      | 1960-61 | 1961-62 | 1962-63 | 1963-64 | 1964-65 | 1965-66 | 1966-67 | 1967-68 |
| ------------ | ------- | ------- | ------- | ------- | ------- | ------- | ------- | ------- |
| オリンピック |         |         |         | 5       |         |         |         | 4       |
| 世界選手権   |         | 7       | 9       | 5       | 5       | 1       | 1       | 1       |
| 欧州選手権   | 5       | 5       | 3       | 4       | 1       | 1       | 1       | 1       |

## 受賞
- スポーツマン・オブ・ザ・イヤー(1966、1967年)
- ウィーン州への功労に対する金の名誉賞(2005年)